# 沃希利哈
50°49′7″N 33°38′3″E / 50.81861°N 33.63417°E
沃什奇利哈（烏克蘭語：Вощилиха）是位於烏克蘭東北部的村莊，由蘇梅州羅姆內區的赫梅利夫市鎮負責管轄。該村處於蘇拉河右岸，分別距離大布德基1.5公里和拉科瓦西奇3.5公里，海拔高度170米，2001年人口226。